# Плоскотілки
Плоскоті́лки (лат. Cucujidae Latreille, 1802) — невелика родина ряду твердокрилих. Тіло сильно сплюснуте дорзо-вентрально, розміри у різних видів коливаються від 1 мм до 30 мм, у деяких тропічних видів. Родина налічує близько 1100 видів, розповсюджених по всіх материках (окрім Африки та Антарктиди). 

## Екологія
Імаго і личинки живуть під корою дерев, в сухій деревині, рідше в рослинному опаді або в мурашниках, зазвичай хижаки (живляться дрібними безхребетними), інколи всеїдні. Деякі види живуть в борошні, крупах та сухих фруктах.

### Шкодочинність
Найбільш розповсюдженими шкідниками є суринамський борошноїд (Oryzaephilus surinamensis) та рудий борошноїд (Laemophloeus ferrugineus).